# レヴィローズの指輪
『レヴィローズの指輪』（レヴィローズのゆびわ）は、高遠砂夜による日本のライトノベル。イラストは起家一子が担当している。コバルト文庫（集英社）より2001年2月から2007年3月まで刊行された。

## あらすじ
孤児として生きてきた少女・ジャスティーンに、叔母を名乗る人物が現れた。しかも彼女は貴族！だが、期待に胸膨らませお城に着いた彼女に、叔母は冷たかった。魔法の指輪に選ばれた少女の運命は…。 

## 登場人物

### 主要人物
ジャスティーン・エイド・ダーレイン
主人公。両親を亡くして下町で暮らしていた少女。16歳。外見・気性は母親似で、癖のない赤毛と青い瞳が特徴。父方の叔母に引き取られ、リーヴェルレーヴ城に来た。城の地下でレンドリアと出会い、半ば騙された形でレヴィローズの主になる。
当初魔力を全く持っていないと思われていたが、ある一件から「両親から炎の力と地の力を均等に受け継いでおり、そのバランスが崩れると命を落とすため魔術が使えない」ことが発覚する。
レンドリア
炎の宝玉レヴィローズ。形状は指輪。炎の王子と呼ばれる指輪の精で、レヴィローズそのもの。黒髪に赤い瞳。10代半ばの少年の姿をとる。自由気ままな性格で、ジャスティーンに出会うまで誰とも契約を結んだことがない宝玉の原石。主に力がないと寿命が縮むというのに、なぜかジャスティーンを選ぶ。主なしの状態で長期間生存していたのはもともと持っていた力が強大だったためで、それ故に炎の一族の中では特別視されていた。
契約後にジャスティーンが2つの属性を併せ持っていることに気づき、普段はその力のバランスを保つため魔力を抑え込んでいるが、意図的にそのバランスを一瞬だけ崩し、危機を回避したことがある。
これまで世代交代を1度もしたことがない宝玉だが寿命が近づいており、作中で次代のレヴィローズとなるシャンレインが誕生する。
ダリィ・コーネイル
炎の一族の娘。16歳。ブルネットの巻き毛と紫の瞳が特徴。思い込みが激しく高飛車な性格で、突如現れ指輪の主候補となったジャスティーンを嫌う。
シャトーと共に一族内を二分していた指輪の主候補だっただけに魔力は強いが、その制御は今ひとつ。なお、炎を操る以外の魔法（治癒魔法など）はさっぱりらしい。
宝玉が大好きで日頃からレンドリアを追い掛け回しており、隙あらば他の属性の宝玉でも手に入れようとする。性格とその能力故にレンドリア等から「火の玉娘」と呼ばれることも。
シャトール・レイ
愛称はシャトー。17歳。癖のない金髪と碧眼が特徴。指輪の主候補だった。常に冷静沈着で、魔術師としての能力も高く、ダリィのフォロー役に回ることが多い。物静かな性格で嘘をつくのが苦手なためもあり、ジャスティーンから信頼を寄せられている。
炎の一族内でも優秀な魔術師を多く輩出する家系の出だが、属性を持たずに生まれてきたらしい。しかしその欠点を補って余りある才能を持つ。
なお、ダリィによると父親は同居しておらず、人数の把握できないよく似た容貌の姉たちと、娘と同じ年頃に見える母親が実家である屋敷で暮らしている。
ヴィラーネ
ジャスティーンの叔母で、エリオスの妹。長い黒髪、黒い瞳と白い肌が特徴の美女。幼い頃からエリオスにばかり衆目が集まってしまい目立ったことはあまりないが、現在の炎の一族の中でも一目置かれる高位の魔術師で、リーヴェルレーヴ城の現在の主。兄が出奔した後レヴィローズの番人になる。
叔母としてジャスティーンを引き取るが、宝玉の番人を務める家の義務を放棄し、レヴィローズを見捨てた兄を嫌っており、ジャスティーンに対してもあまり友好的ではない。また、数々の用事のため城を留守にしていることも多い。

### 宝玉
スノゥ
水の宝玉ジェリーブルー。形状はネックレスで本体はヘッド部分。プラチナブロンドにサファイアブルーの瞳。10歳前後の少年のような姿をしているが実際には何百年も生きている。とはいえ、宝玉としては新しく、かつて契約したのは1人だけで、それも本人曰く「生まれた直後の何も分からない状態だったせいで何となく」の契約だったらしい。現在主はいないので、宝玉の番人・リィアードに管理されているが、ある事情からリーヴェルレーヴ城に居候する羽目に。
レンドリアと違い、宝玉や魔術師の気配を察知することが出来る。比較的素直な性格だが、そのためリィアードをはじめとする周囲に振り回されることもしばしば。
グレイ
地の宝玉グレデュース。形状はブレスレット。ダークブラウンの髪にエメラルドの瞳。10代半ばの少年の姿をとる。例外的に宝玉本体から遠く離れることが可能であり、また主の属性を気にせず契約できるため、地の一族によって長く秘されていたので幻の宝玉と言われている。世代交代の際に記憶を受け継ぐため生まれた時から老獪な性格をしている（レンドリアいわく、「毎回同じようなのが出てくる」）。しかし、ジャスティーンに対しては誠実であることが多いため、スノゥと張り合う子供っぽさを見せることの多いレンドリアよりはジャスティーンに信頼されている。
当代の地の宝玉の番人であるリュオンの祖父の代の時点でその姿を消して長く、先祖の悲願を受け継いだリュオンは彼を取り戻すため躍起になっている。サーシャを気に入り、「俺の最後の番人」として彼女が持つかつての本体を媒体として力を貸し続けたが、後にある事情から「魔術師の集会場」に本体を預けられる。それ以降は消滅の時を待ち続けていたが、エリオスとサーシャが最後に発動させた魔術がきっかけで行動を再開。
そのため登場当初から「サーシャの遺言」だと言ってジャスティーンと契約したがっていたが、既に宝玉自体が失われており、ジャスティーンの前に現れた彼は世界に残された魔力の残滓でしかなかったことが終盤にて発覚する。最後は世界の地表に残っていた地属性の魔力やジャスティーンの持つそれとともに消滅。それがきっかけとなり、ジャスティーンは無自覚なまま、結界を張る魔術などを使えるようになった。
ソール
風の宝玉シルフソード。形状はイヤリング。金色とも銀色ともいえない髪にトパーズのような青の瞳。10代半ばの少年の姿をとる。形状的に二つで一対であり、双子の兄弟の人格をもつ（二つの人格が同時に出てくることはない）。兄は物静かでおっとりとしているが、弟はやや気難しい。また、兄は喋ることが出来ない。
かつてその番人だった少女との契約を拒んだこと、その後シャンレインが誕生したことがきっかけとなり、「大気の泉」と呼ばれる場所のひとつに建てられた別荘の奥に封じられていた。ある事情からもはや世代交代できない伝説の宝玉で、大気の泉が消えてしまうといずれ消滅する。
リディオス
光の宝玉リルファーレ。形状はティアラ。柔らかな金髪に金色の瞳。スノゥと同じ年頃の少女の姿だが、口調は年寄り。宝玉でありながら、守護者となる一族を持たない。世代交代の間隔が非常に短い。自分の意思で本体そのものを移動させることが出来る。形状ゆえか女の子を好み、かつてはサーシャを気に入っていた。ジャスティーンやシャトーに契約をねだるものの、断られる。
自分とローティアスの因縁が原因でレヴィローズのシャンレインが生まれてしまったことをひどく悔いている。ずっとローティアスから逃げ回っていたが、ジャスティーンに「逃げるとしても心だけは戦わなきゃダメ」と諭され、ティアラーゼとローティアスの策に嵌ったジャスティーンのために動く。
ローティアス
闇の宝玉。固有名は持たない。リルファーレと対になる存在の少女だが、その本体はアメジストの原石のような塊であり、地下深くに眠っている。そのため、その存在は知られてこなかった。また、本人に言わせれば実体はなく、見る者が違えば姿も変わるとのこと。自分が完全な実体を得るためにリルファーレを狙い続けており、リディオスは彼女から逃げ回っていた。
かつてはサーシャの異母妹・ティアンの心の闇に付け込んでサーシャやジャスティーンを狙ったが、現在は「宝玉を消滅させて世界を生まれ変わらせる」という願いを持ったティアラーゼと契約し、リディオスやジャスティーン（ひいてはレンドリア）を狙う。

### その他の人物
リィアード
水の伯爵とも呼ばれる、水の宝玉の番人。父親からその職を引き継いだ。魔力はあるが、かなり変わり者。珍しいもの（宝玉含む）を集めるのが趣味で、その屋敷は悪趣味と評されるほどコレクションが飾られている。
魔術師達の結社「会」に籍を置くため、そこに属する風の一族の末裔らともつながりを持つ。
リュオン・シルヴァ・フォーン
地の宝玉の番人。ジャスティーンの母方の従兄（サーシャの異母妹の子供）。姿を消して長いグレデュースを取り戻そうと躍起になっており、グレデュースが一族に戻ってくるのならば主が無能なジャスティーンでも構わないと思っている。魔力はあまり高くなく、エルカーヴァの種を使って高めている。
ティアラーゼ
リュオンの妹。兄とは違い策略家で、兄には歪んだ愛情を持つ。父親の従兄弟に当たるロズヴァルドや闇の宝玉・ローティアスと手を組み、兄を陥れる。ローティアスとの契約後は闇の魔力によって属性が変質している。
ネスフェ・クローゼ
水の一族出身だが、現在はどこにも属さない魔女。妖艶な美女で、「宝玉泥棒」を自称しており、スノゥの力で泉に封じたはずのシルフソードを手に入れた、とジャスティーンらに誇示するなどした。
エリオスの魔術師としての才能は評価しているが、レヴィローズを見捨てたことは許せないらしい。しかし、炎と地どちらの領域にも居場所のなくなったジャスティーンを匿おうと申し出るなど、彼女なりにジャスティーンのことを気に入っている模様。
エリオス
炎の宝玉の番人の息子で、他の領域にも「炎使いエリオス」の噂が届いていたほどの天才魔術師。妹であるヴィラーネと比べると穏やかな印象のジャスティーンの父。やや世間知らずでお人よしすぎる性格ではあったが、レンドリアに唯一認められていたらしい。また、レンドリアの気性を一番理解している人物でもあった模様。ジャスティーンが幼い頃、サーシャと共に外出中に事故死する。攻撃に特化した炎の属性を持つ癖に、癒しの魔術が得意だったらしい。
幼い頃から強い力を見せていたため、妬みや羨みの対象として暗殺されそうになったことも多い。成長するにつれて強すぎる自分の力を厭うようになり、ある日城を出奔してしまう。以降はあまり魔術を使用しない生活を送る。それでも、地の一族の領域で偶然に出会ったサーシャには「一番大事なものを置いてきた」とレンドリアを大切に思っていることを明かした。
グレデュースと同化したサーシャの魔力が次第に強まっていくのに合わせて自身の魔力をつぎ込み、娘の魔力が暴走しないよう調整するという、グレイでも驚く荒業をやってのけた。また、属性の違う魔力を併せ持つ娘を魔術世界に関わらせまいと、サーシャと共謀して実家の事や魔術の事は伏せていた。
サーシャ
地の一族の娘。活発で口の悪いジャスティーンの母。母亡き後地の宝玉の番人に引き取られ、ある事情からその娘であることが発覚するが、正妻の子供ではなかったため当初は使用人として扱われていた。
番人が亡くなった際、唯一の遺産として彼が大切にしていた白い石を受け取る。それが行方知れずの宝玉である可能性があったため家を追い出されることはなかったものの、次代の番人として石の入手を狙う異母妹の婚約者に監禁されていた。その頃に偶然エリオスと出会う。なお、番人の教えで多少は魔術を使えるが、正式な修行を積んだわけではなく、魔力自体も低い。
地の領域をエリオスと共に出た後にグレイと出会い、番人から受け取った石がかつてのグレデュース本体だったことを知らされ、グレイの力でそれと同化したことで魔力が強化された。そのため、彼女が植物に触れると成長が早まり、豊作になるという噂が立ってしまう。
ケイド・ダリネード
ヴィラーネの使いとしてジャスティーンの前に現れた紳士。かつての愛称はケディ・ロー。父がレヴィローズの番人を務めており、リーヴェルレーヴ城で暮らしていたが、後継者である彼が魔力を持たなかったため、父亡き後は母と共に城を出ることになった過去をもつ（彼の父の後任となったのがエリオスの父）。
幼い頃に城の地下通路を見つけ、そこでレンドリアと声だけで交流していた。なお、数年後にエリオスの家庭教師として城へ戻ってきて、親族の策略が原因である騒動を起こすが、以降はエリオスの友人となった。
本来魔力を持たぬ者は蔑視される魔術世界において彼が一族の上層部にいられるのは、外の世界で学校に通っていた頭脳派であるとともに、後述するオルドールの存在がある。
オルドール
幼いエリオスが後継者としてお披露目されることになったパーティーの数日前にリーヴェルレーヴ城に迷い込んだ少女。ボロボロの服と短い髪が原因で、彼女を見つけたケディ・ローは当初少年だと思っていた。その素性は定かではないが、潜在的な魔力はかなり高く、属性を持たない。人見知りが激しいのか無愛想で、エリオスやケディ・ローとほとんど喋ろうともしなかったため、仮に「チビ」と呼ばれていた。
魔術を使ったことで警戒心を解いたエリオス以外の世話を受け付けようとしなかったが、エリオスを狙った複数の魔術師による罠に偶然かかってしまった際に、同じ罠に閉じ込められたケディ・ローの行動が彼への警戒心を解いた。また、名前がないのか名乗りたくないのか、名前を聞かれた際に沈黙を守ったため「チビじゃ呼ぶのに不便だ」という理由でケディ・ローから「夜明けに咲く花」の名であるオルドールと名づけられた。エリオスがいなくなってからはケディ・ローの言うことしかまともに聞かない。
幼いエリオスやケディ・ローに出会った頃はエリオスより幼い少女だったが、ジャスティーンが彼女と出会った時ですらリディオスやスノゥとたいして変わらない外見の少女である。

## 用語
魔術師（まじゅつし）
この世界では魔力を持ち、魔術を行使できる者を指す。大抵は貴族で、その身に宿す魔力の属性によって一族を形成し暮らしている。だが、本来魔力自体に属性はないらしい。宝玉を有する属性の一族は、その中でも特に魔力の高い者がいる家系がその番人を務めている。
宝玉の番人（ほうぎょくのばんにん）
主を持たない宝玉を管理する魔術師を指す。大抵は高い能力を持つ魔術師が務め、子供たちに代々引き継がれていく。宝玉の所有権を持つのは宝玉が主を選び契約するまで。
後継者に魔力がない場合など、会議によって変えられる事があり、炎の一族はエリオスが幼い頃に番人が変わっている。完全な世襲制なのは地の一族くらいである。
宝玉（ほうぎょく）
強大な魔力を持ち、それを行使することが出来る石。装飾品の形をしており、主となった者が身に着ける。主の魔力が低ければ命が縮むといわれている。その精神は実体を持つ精霊として自由に出歩くことが出来る（ただし本体からあまり離れた場所へは行けない）。魔術師に属性があるのは彼らによって守られているためと言われている。属性によって特性が異なる（地の宝玉は「道」を作ると一番安定している、炎の宝玉は熱と炎での破壊に特化している、など）。
作中では地・水・風・火・光・闇の宝玉が確認されており、特に地水火風の4種はそれぞれの扱いに長けた魔術師の一族が代々守ってきた。しかし、何百年も前のある事件を機に風の一族は絶え、末裔達も離散しているという。
宝玉の主（ほうぎょくのあるじ）
宝玉の契約者ともいう。魔力の属性が異なっていても契約自体は可能。宝玉と同じ属性の魔力が高ければ高いほど宝玉本来の力を引き出すことが出来る器となりうる。ただし、宝玉の力が強大であればあるほど身体への負荷も大きくなり、必然的に寿命が縮む。また、1度契約を解除してしまうと再び主になることは出来ない。
シャンレイン
宝玉が世代交代をする時に生まれる石で、スノゥ曰く「宝玉の胎児のようなもの」。最初は無色透明だが、完全に宝玉の色に変化すると次代の宝玉となる。
大気の泉（たいきのいずみ）
風の一族がその力の源としている場所。清冽な空気が噴き出す場所であり、ここで魔術を行使する限り、風の一族は無尽蔵に力を供給できる。かつては地上のどこでもそのような状態だったという。風の一族は魔術を行使するためにもこの場所を探すことを得意とし、安定させるための「蓋」として建物を建てていた。
エルカーヴァの種（エルカーヴァのたね）
地の一族の番人の家系に伝わる物。一種の秘薬のようなもので、食べた者の体内でその生気を吸って発芽・生長し、地属性の魔力を高める。

## 既刊一覧
- 高遠砂夜（著） / 起家一子（イラスト） 『レヴィローズの指輪』 集英社〈コバルト文庫〉、全19巻
  1. 「レヴィローズの指輪」2001年2月10日第1刷発行（2月2日発売[2]）、ISBN 4-08-614820-X
  2. 「ジェリーブルーの宝玉」2001年5月10日第1刷発行（4月27日発売[3]）、ISBN 4-08-614856-0
  3. 「闇の中の眠り姫」2001年9月10日第1刷発行（8月31日発売[4]）、ISBN 4-08-600004-0
  4. 「幽霊屋敷と風の宝玉」2002年1月10日第1刷発行（2001年12月21日発売[5]）、ISBN 4-08-600057-1
  5. 「シャンレインの石」2002年4月10日第1刷発行（3月29日発売[6]）、ISBN 4-08-600094-6
  6. 「ルファーヌ家の秘密」2002年7月10日第1刷発行（7月1日発売[7]）、ISBN 4-08-600135-7
  7. 「グレデュースの鎖」2002年11月10日第1刷発行（11月1日発売[8]）、ISBN 4-08-600180-2
  8. 「紅の封印」2003年1月10日第1刷発行（2002年12月25日発売[9]）、ISBN 4-08-600207-8
  9. 「エルカーヴァの種」2003年4月10日第1刷発行（3月28日発売[10]）、ISBN 4-08-600242-6
  10. 「宝玉泥棒」2003年7月10日第1刷発行（7月1日発売[11]）、ISBN 4-08-600286-8
  11. 「夜の魔術師」2003年11月10日第1刷発行（10月31日発売[12]）、ISBN 4-08-600339-2
  12. 「リルファーレの冠」2004年3月10日第1刷発行（3月3日発売[13]）、ISBN 4-08-600385-6
  13. 「奈落の女王」2004年6月10日第1刷発行（6月3日発売[14]）、ISBN 4-08-600426-7
  14. 「ローティアスの天秤」2004年9月10日第1刷発行（9月1日発売[15]）、ISBN 4-08-600470-4
  15. 「夜明けのオルドール」2005年1月10日第1刷発行（2004年12月25日発売[16]）、ISBN 4-08-600530-1
  16. 「薔薇の終焉」2005年4月10日第1刷発行（4月1日発売[17]）、ISBN 4-08-600570-0
  17. 「最後の遺産」2005年8月10日第1刷発行（7月29日発売[18]）、ISBN 4-08-600626-X
  18. 「黎明の欠片」2005年12月10日第1刷発行（11月30日発売[19]）、ISBN 4-08-600694-4
  19. 「彼方の約束」2007年4月10日第1刷発行（3月30日発売[20]）、ISBN 978-4-08-600897-6